# Kem lạnh (mỹ phẩm)

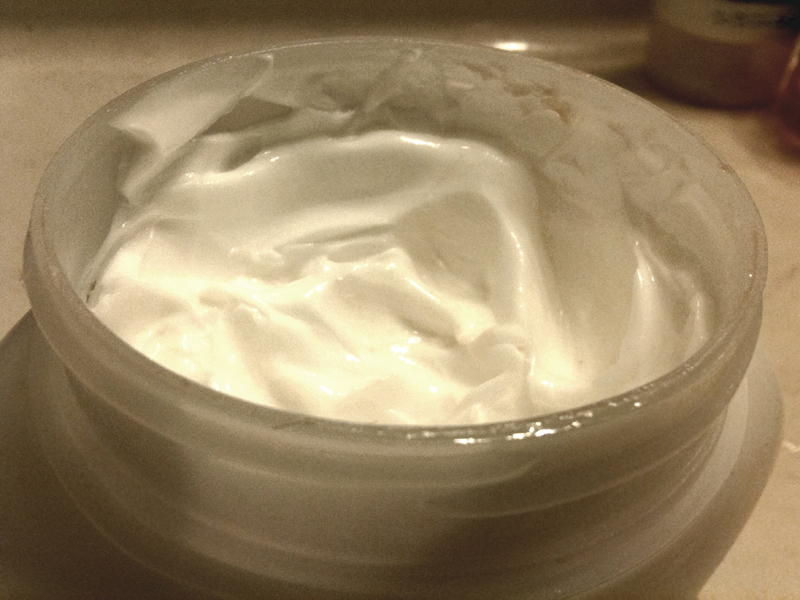
Kem lạnh

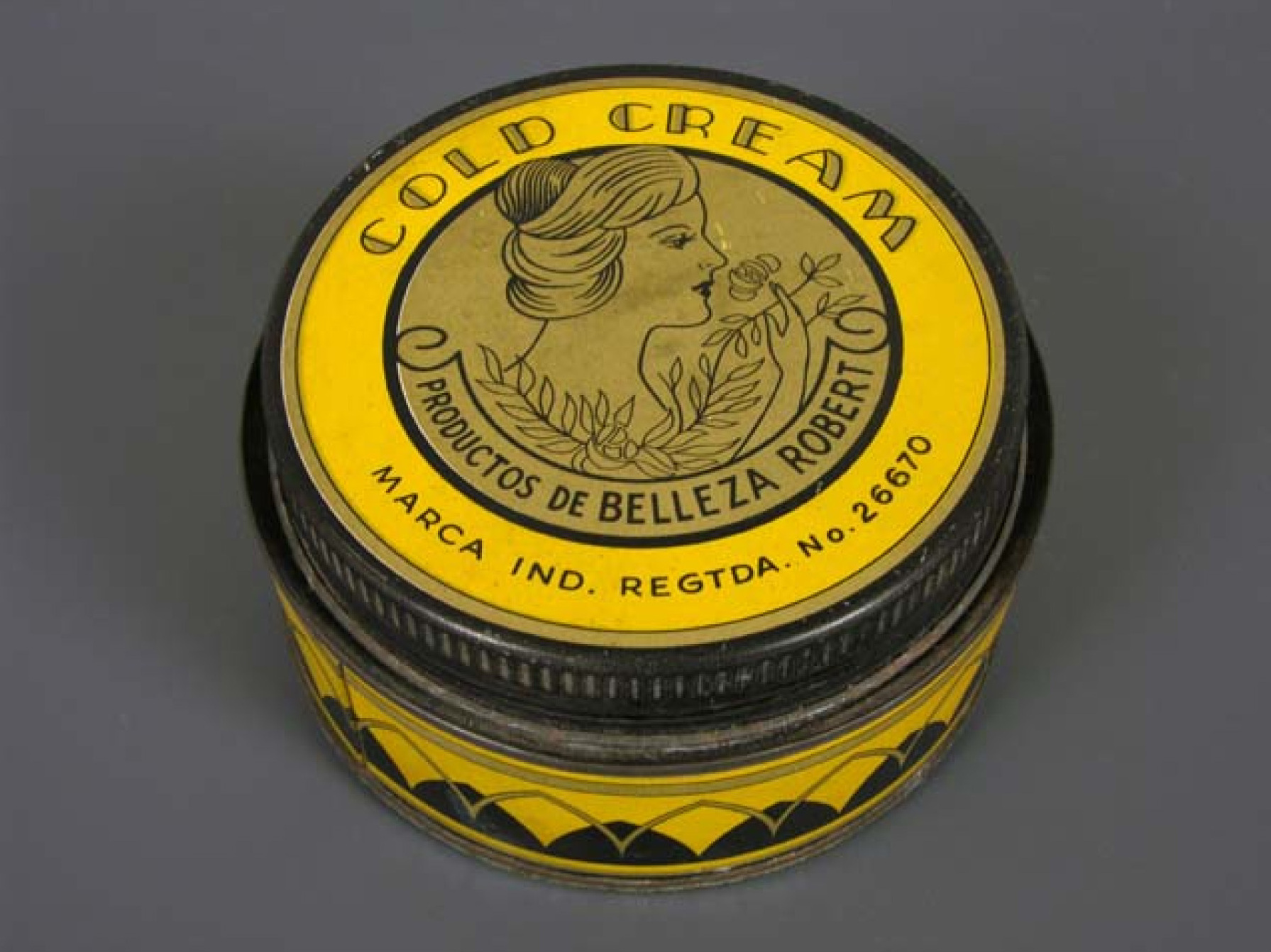
Lọ kem lạnh từ nửa đầu của thế kỷ 20. Từ bộ sưu tập Museo del Objeto del Objeto

Kem lạnh, hay còn gọi là kem dưỡng chống khô da, là nhũ tương của nước và một số chất béo nhất định, bao gồm sáp ong và các chất thơm khác nhau, được điều chế để làm mịn da và loại bỏ lớp trang điểm. Nhũ tương này là loại "nước trong dầu" không giống như loại nhũ tương dạng "dầu trong nước" của kem tan, được gọi thế bởi vì nó có vẻ như biến mất khi thoa lên da. Tên gọi  "kem lạnh" xuất phát từ cảm giác mát mẻ khi kem lưu lại trên da. Các biến thể của sản phẩm đã được sử dụng trong gần 2000 năm.
Kem lạnh chủ yếu được sử dụng như liệu pháp cho da (như mặt nạ dưỡng da hoặc sáp dưỡng môi), do tính chất dưỡng ẩm. Nó cũng có thể được sử dụng để loại bỏ lớp trang điểm và làm kem cạo râu.